# Asien-Meisterschaften im Bahnradsport 2020
Die Asien-Meisterschaften im Bahnradsport 2020 fanden vom 17. bis 21. Oktober 2019 im Jincheon Training Center Velodrome in Gwanghyewon-myeon, Jincheon, Südkorea, statt. Veranstalter war die Asian Cycling Confederation (ACC). Die Meisterschaften waren wegen der für 2020 geplanten Olympischen Spiele in den Oktober 2019 vorgezogen worden. Gleichzeitig wurden die 27. asiatischen Junioren-Meisterschaften sowie die 9. asiatischen Paracycling-Meisterschaften ausgerichtet. 
Am Start waren 179 Sportlerinnen und Sportler aus 16 Ländern.

## Resultate
- Fahrerinnen und Fahrer, deren Name kursiv geschrieben sind, bestritten bei Mannschaftswettbewerben lediglich die Qualifikation oder die erste Runde.

### Männer
| Disziplin             | Platz | Land                | Athlet                                                                        |
| --------------------- | ----- | ------------------- | ----------------------------------------------------------------------------- |
| Sprint                | 1     | Malaysia            | Azizulhasni Awang                                                             |
|                       | 2     | Japan               | Yūta Wakimoto                                                                 |
|                       | 3     | Japan               | Tomohiro Fukaya                                                               |
| Keirin                | 1     | Japan               | Yūta Wakimoto                                                                 |
|                       | 2     | Malaysia            | Azizulhasni Awang                                                             |
|                       | 3     | Japan               | Yudai Nitta                                                                   |
| Teamsprint            | 1     | Japan               | Kazuki Amagai Yudai Nitta Tomohiro Fukaya                                     |
|                       | 2     | Volksrepublik China | Luo Yongjia Zhang Miao Zhou Yu                                                |
|                       | 3     | Südkorea            | Kim Dong-ha Kim Cheng-su Seok Hye-yun                                         |
| Zeitfahren (1 km)     | 1     | Kasachstan          | Andrei Tschugai                                                               |
|                       | 2     | Malaysia            | Muhammad Fadhil Mohd Zonis                                                    |
|                       | 3     | Volksrepublik China | Liu Qi                                                                        |
| Einerverfolgung       | 1     | Südkorea            | Park Sang-hoon                                                                |
|                       | 2     | Kasachstan          | Alisher Tsumakan                                                              |
|                       | 3     | Südkorea            | Min Kyeong-ho                                                                 |
| Mannschaftsverfolgung | 1     | Japan               | Ryo Chikatani Shunsuke Imamura Kazushige Kuboki Keitaro Sawada Eiya Hashimoto |
|                       | 2     | Südkorea            | Park Sang-hoon Shin Dong-in Min Kyeong-ho Im Jae-yeon Jang Jun                |
|                       | 3     | Hongkong            | Mow Ching Yin Leung Ka Yu Cheung King Lok Leung Chun Wing                     |
| Scratch               | 1     | Hongkong            | Mow Ching Yin                                                                 |
|                       | 2     | Kasachstan          | Alisher Zhumakan                                                              |
|                       | 3     | Indonesien          | Bernard Benyamin van Aert                                                     |
| Punktefahren          | 1     | Südkorea            | Kim Eu-ro                                                                     |
|                       | 2     | Indonesien          | Bernard Benyamin van Aert                                                     |
|                       | 3     | Kasachstan          | Roman Wassilenkow                                                             |
| Omnium                | 1     | Japan               | Eiya Hashimoto                                                                |
|                       | 2     | Kasachstan          | Artjom Sacharow                                                               |
|                       | 3     | Südkorea            | Shin Don-gin                                                                  |
| Madison               | 1     | Südkorea            | Shin Dong-in Kim Eu-ro                                                        |
|                       | 2     | Japan               | Eiya Hashimoto Kazushige Kuboki                                               |
|                       | 3     | Kasachstan          | Artjom Sacharow Roman Wassilenkow                                             |

### Frauen
| Disziplin                | Platz | Land                | Athlet                                                |
| ------------------------ | ----- | ------------------- | ----------------------------------------------------- |
| Sprint                   | 1     | Hongkong            | Lee Wai-sze                                           |
|                          | 2     | Volksrepublik China | Zhong Tianshi                                         |
|                          | 3     | Japan               | Yūka Kobayashi                                        |
| Keirin                   | 1     | Hongkong            | Lee Wai-sze                                           |
|                          | 2     | Japan               | Yūka Kobayashi                                        |
|                          | 3     | Südkorea            | Lee Hye-jin                                           |
| Teamsprint               | 1     | Volksrepublik China | Zhuang Wei Zhang Linyin Chen Feifei                   |
|                          | 2     | Südkorea            | Kim Soo-hyun Lee Hye-jin                              |
|                          | 3     | Malaysia            | Fatehah Mustapa Anis Amira Rosidi                     |
| Zeitfahren (500 m)       | 1     | Volksrepublik China | Chen Feifei                                           |
|                          | 2     | Südkorea            | Kim Soo-hyun                                          |
|                          | 3     | Malaysia            | Fatehah Mustapa                                       |
| Einerverfolgung          | 1     | Südkorea            | Lee Ju-mi                                             |
|                          | 2     | Hongkong            | Leung Bo Yee                                          |
|                          | 3     | Singapur            | Luo Yiwei                                             |
| Mannschaftsverfolgung    | 1     | Südkorea            | Kim Hyun-ji Jang Su-ji Lee Ju-mi Na Ah-reum           |
|                          | 2     | Volksrepublik China | Wang Xiaofei Liu Jiali Cao Yuan Huang Zhilin          |
|                          | 3     | Japan               | Yūmi Kajihara Kie Furuyama Kisato Nakamura Nao Suzuki |
| Scratch                  | 1     | Japan               | Kie Furuyama                                          |
|                          | 2     | Kasachstan          | Rinata Sultanowa                                      |
|                          | 3     | Volksrepublik China | Shen Shanrong                                         |
| Punktefahren             | 1     | Usbekistan          | Olga Zabelinskaya                                     |
|                          | 2     | Südkorea            | Na Ah-reum                                            |
|                          | 3     | Hongkong            | Leung Bo Yee                                          |
| Omnium                   | 1     | Japan               | Yūmi Kajihara                                         |
|                          | 2     | Volksrepublik China | Wang Xiaofei                                          |
|                          | 3     | Hongkong            | Lee Sze-wing                                          |
| Zweier-Mannschaftsfahren | 1     | Hongkong            | Yang Qianyu Pang Yao                                  |
|                          | 2     | Volksrepublik China | Wang Xiaofei Liu Jiali                                |
|                          | 3     | Südkorea            | Yu Seon-ha Na Ah-reum                                 |

## Medaillenspiegel
| Rang  | Land                | Gold | Silber | Bronze | Gesamt |
| ----- | ------------------- | ---- | ------ | ------ | ------ |
| 1     | Japan               | 6    | 3      | 4      | 13     |
| 2     | Südkorea            | 5    | 4      | 5      | 14     |
| 3     | Hongkong            | 4    | 1      | 3      | 8      |
| 4     | Volksrepublik China | 2    | 5      | 2      | 9      |
| 5     | Kasachstan          | 1    | 4      | 2      | 7      |
| 6     | Malaysia            | 1    | 2      | 2      | 5      |
| 7     | Usbekistan          | 1    | 0      | 0      | 1      |
| 8     | Indonesien          | 0    | 1      | 1      | 2      |
| 9     | Singapur            | 0    | 0      | 1      | 1      |
| Total | Total               | 20   | 20     | 20     | 60     |